# 酷狗寶貝之魔兔詛咒
《超级无敌掌门狗：人兔的诅咒》（英語：Wallace & Gromit: The Curse of the Were-Rabbit），是英國導演尼克·帕克（Nick PARK）和史提夫·霸克斯（Steve BOX）合導阿德曼動畫工廠（Aardman Animations）和夢工廠（DreamWorks）簽下的五部動畫長片的第二部，10月7日美國發行此電影前，澳洲和香港已經先後於9月15日和10月6日率先上映。英國也在10月14日發行此電影。此乃派拉蒙影業收購夢工廠之前最後一部由夢工廠發行的動畫電影。

## 系列源由
1985年尼克·帕克加入由彼德·羅德（Peter Lord）跟大衛·史波克斯頓（David Sproxton）成立的阿德曼動畫工廠，尼克·帕克在阿德曼動畫工廠完成他的學生作品的後製作，同時也是《超级无敌掌门狗》（Wallace & Gromit）系列的第一部短片《月球野餐記》。1993年出《酷狗寶貝》的第二部短片《引鵝入室》，1995年出《酷狗寶貝》的第三部短片《剃刀邊緣》。2005年10月10日一場火災摧毀阿德曼動畫工廠一部分攝影棚，《酷狗寶貝》系列的模型幸運地躲過一劫。

## 劇情
兩位主角華力士及阿高組成『捉蟲敢死隊』，受聘活捉可惡餓兔，免得牠們吃掉蔬菜。而杜特頓小姐贊助的『大大棵蔬果比賽』即將舉行，每戶人家都細心照料自己參賽蔬菜；就在比賽前夕，來了一隻肥大動物—『肥嘢』，牠不單亂踐菜田，也破壞眾人的參賽作品；華力士及阿高要出盡法寶活捉『肥嘢』，更要應付杜特頓小姐的追求者維多，因為他主張要用槍射殺餓兔，愛好和平的華力士及阿高如何化解危機呢？

## 配音員
| 配音                      | 配音   | 配音   | 角色                                                          |
| 英語                      | 國語   | 粵語   | 角色                                                          |
| ------------------------- | ------ | ------ | ------------------------------------------------------------- |
| 彼德·沙利斯               | 陳進益 | 羅偉亮 | 华力士（Wallace）                                             |
| 彼德·沙利斯               | 陳進益 | 羅偉亮 | 哈奇（Hutch）                                                 |
| 雷夫·范恩斯               | 符爽   | 高翰文 | 維特（Lord Victor Quartermaine）                              |
| 海伦娜·博纳姆·卡特        | 蔣篤慧 | 吳梅   | 達汀頓小姐（又稱妲格格）（Lady Campanula "Totty" Tottington） |
| 彼德·凱                   | 徐健春 | 黎家希 | 警察（Police Constable Albert Mackintosh）                    |
| 尼克拉斯·史密斯           | 胡立成 | 周志輝 | 牧師（Reverend Clement Hedges）                               |
| 迪肯·艾許沃斯 莉茲·史密斯 |        |        | 穆奇夫婦（Mr. and Mrs. Mulch）                                |
| 愛德華·凱爾斯             |        |        | 葛勞巴格先生（Mr. Growbag）                                   |
| 潔拉蒂琳·馬克依文         |        |        | 特里普小姐（Miss Thripp）                                     |

## 酷狗寶貝系列影片
短片：
- 1989年，A Grand Day Out《月球野餐記》
- 1993年，The Wrong Trousers《引鵝入室》
- 1995年，A Close Shave《剃刀邊緣》

長片：
- 2005年，Wallace & Gromit : the Curse of the Were-Rabbit（與 Steve Box 合導）《酷狗寶貝之魔兔詛咒》

## 外部連結
- 互联网电影数据库（IMDb）上《超級無敵掌門狗之世紀大騙兔》的资料（英文）
- 豆瓣电影上《超級無敵掌門狗之世紀大騙兔》的資料 （简体中文）
- 爛番茄上《酷狗寶貝之魔兔詛咒》的資料（英文）
- Metacritic上《酷狗寶貝之魔兔詛咒》的資料（英文）